# Озёрный (Ставропольский край)
Озёрный — посёлок в Новоалександровском районе (городском округе) Ставропольского края России.

## Географическое положение
Расстояние до краевого центра: 90 км. Расстояние до районного центра: 20 км.

## История
В соответствии с Указом Президиума Верховного Совета РСФСР от 21 сентября 1964 года посёлок Восьмое отделение совхоза «Темижбекский» переименован в посёлок Озёрный.
До 1 мая 2017 года Озёрный входил в состав муниципального образования «Сельское поселение Темижбекский сельсовет».

## Население
| 1989 | 2002 | 2010 | 2014 | 2023 |
| ---- | ---- | ---- | ---- | ---- |
| 254  | ↗297 | ↘278 | ↗300 | ↘295 |

По данным переписи 2002 года, 74 % населения — русские.